# Lávka přes Lubinu (Příbor)
Lávka přes řeku Lubinu v Příboře je pěší a cyklistická lávka spojující pravý a levý břeh tohoto města v Moravskoslezském kraji. Byla postavena mezi květnem až říjnem 2018. Nahradila lávku starou, jež byla technicky nevyhovující. Za návrhem stojí architekt a mostní inženýr Petr Tej, architekt Marek Blank a mostní inženýr Jan Mourek. Na návrhu se podíleli inženýři Jiří Kolísko, Lukáš Vráblík a Jan Marek. Most byl realizován firmou Strabag za 11,3 milionů korun bez DPH. Rozpětí mostu čítá 35 metrů a šířka 3 metry. Esteticky je most jednoduchý, nosná konstrukce je tvořena prefabrikáty z UHPC. Stavba má unikátní poměr délky a tloušťky konstrukce 1:44.

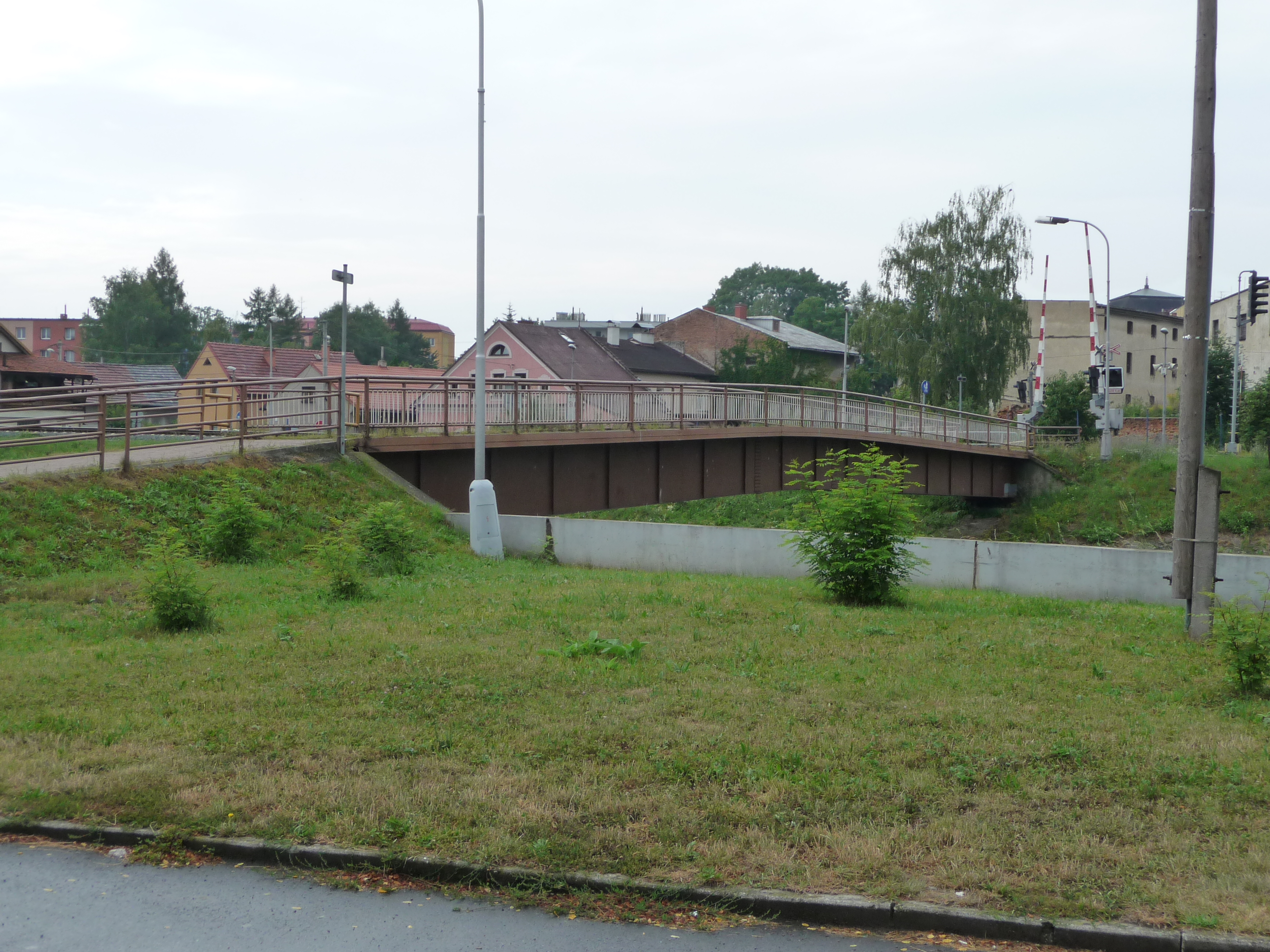
Původní lávka v roce 2017

Běžný průměr počtu uživatelů lávky v denních hodinách činí 50–100 osob za hodinu, z toho cyklisté představují cca 30 %. Ve špičce, např. v koupacích dnech na blízkém koupališti, činí počet uživatelů lávky v denních hodinách 200–350 osob za hodinu, z toho cyklisté představují cca 40 %.